# Pont d'Estaing
Le pont d'Estaing est un pont situé en France dans le département de l'Aveyron en région Occitanie.
Ce pont gothique a été construit fin XVe et début XVIe siècle par les habitants d'Estaing.
Il fait l'objet de protections au titre des monuments historiques et des chemins de Saint-Jacques-de-Compostelle en France, en tant que Patrimoine mondial.

## Localisation
Le pont est situé entre les communes d'Estaing (rive droite) et de Sébrazac (rive gauche) dans le quart nord-est du département de l'Aveyron. Il permet la traversée du Lot.

## Historique et architecture

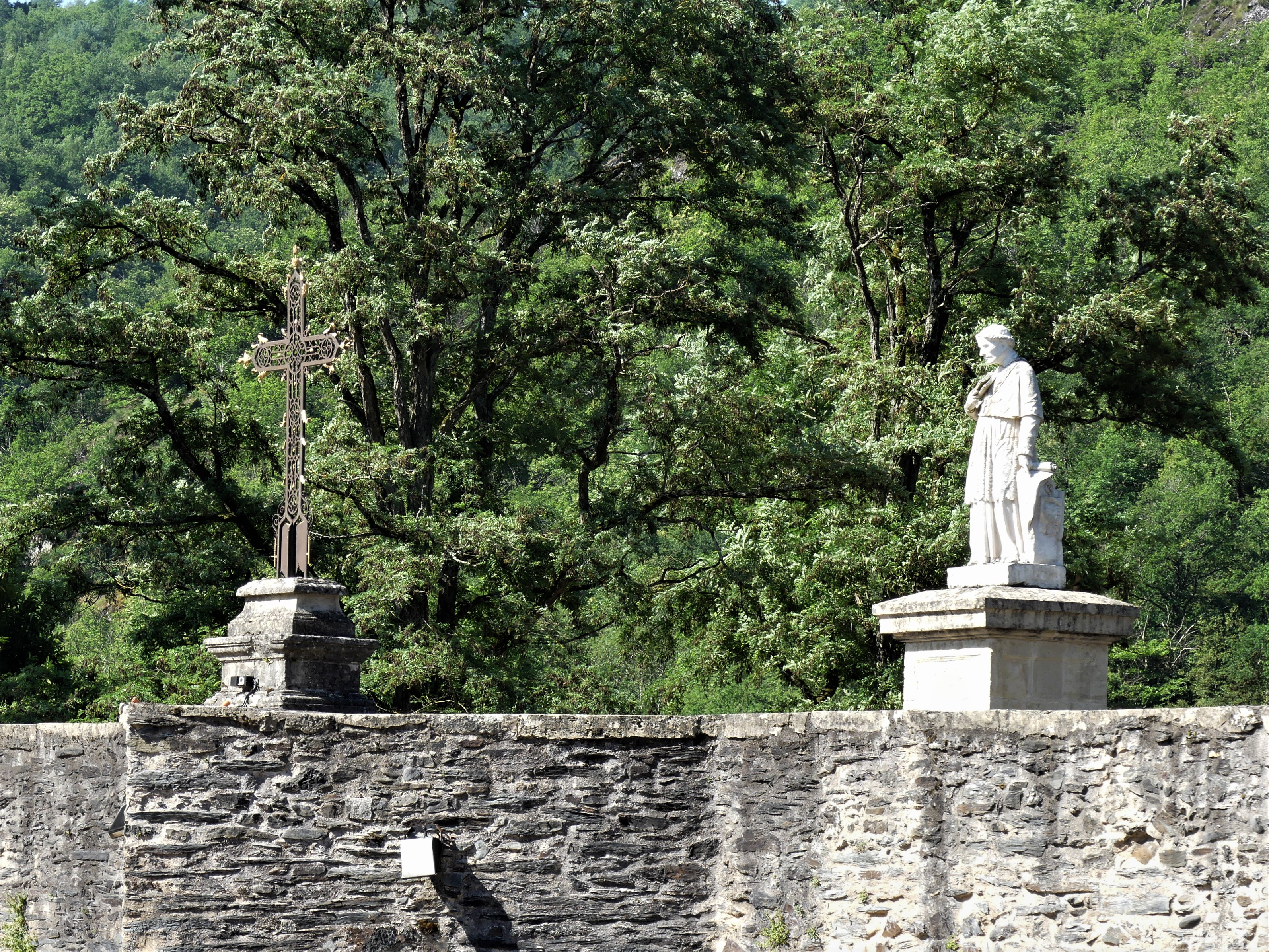
La croix et la statue se faisant face.

À l'initiative de l'évêque de Rodez François d'Estaing, les habitants d'Estaing commencent la construction du pont à partir de 1490, celle-ci s'achevant dans le premier quart du XVIe siècle. C'est également François d'Estaing qui, peu après son achèvement, bénit en 1524 l'oratoire du Cap del Pònt édifié en rive gauche, à l'extrémité sud du pont. L'oratoire est ensuite remplacé par une chapelle qui en 1727 est dédiée à Notre-Dame-des-Sept-Douleurs.
Le pont est bâti en schiste avec un couronnement de calcaire. Formant quatre arches gothiques, ses trois piles sont protégées par des becs, triangulaires vers l'amont et rectangulaires vers l'aval. Sa pile centrale est surmontée de deux éléments architecturaux se faisant face : la statue de l'évêque François d'Estaing à l'aval, sculptée par François Mahoux en 1866,, d'après un portrait peint conservé à l'évêché de Rodez, et une croix en fonte à l'amont, œuvre d'un ferronnier parisien qui a copié en 1960 une croix précédente du XIXe siècle qui était située au même endroit, et dont le modèle avait inspiré en 1958 le bijoutier Henri Lesieur,. L'ancienne croix du XIXe siècle a été réimplantée à l'intersection de la route d'Annat et de la route du Nayrac.
L'édifice est inscrit au titre des monuments historiques le 29 septembre 2005 et au Patrimoine mondial de l'UNESCO en 1998, au titre des chemins de Saint-Jacques-de-Compostelle en France.
C'est un pont routier sur lequel passe la route départementale 22. À son extrémité sud passent deux sentiers de grande randonnée : le GR 6 et le GR 65 (la via Podiensis des chemins de Compostelle).

## Galerie

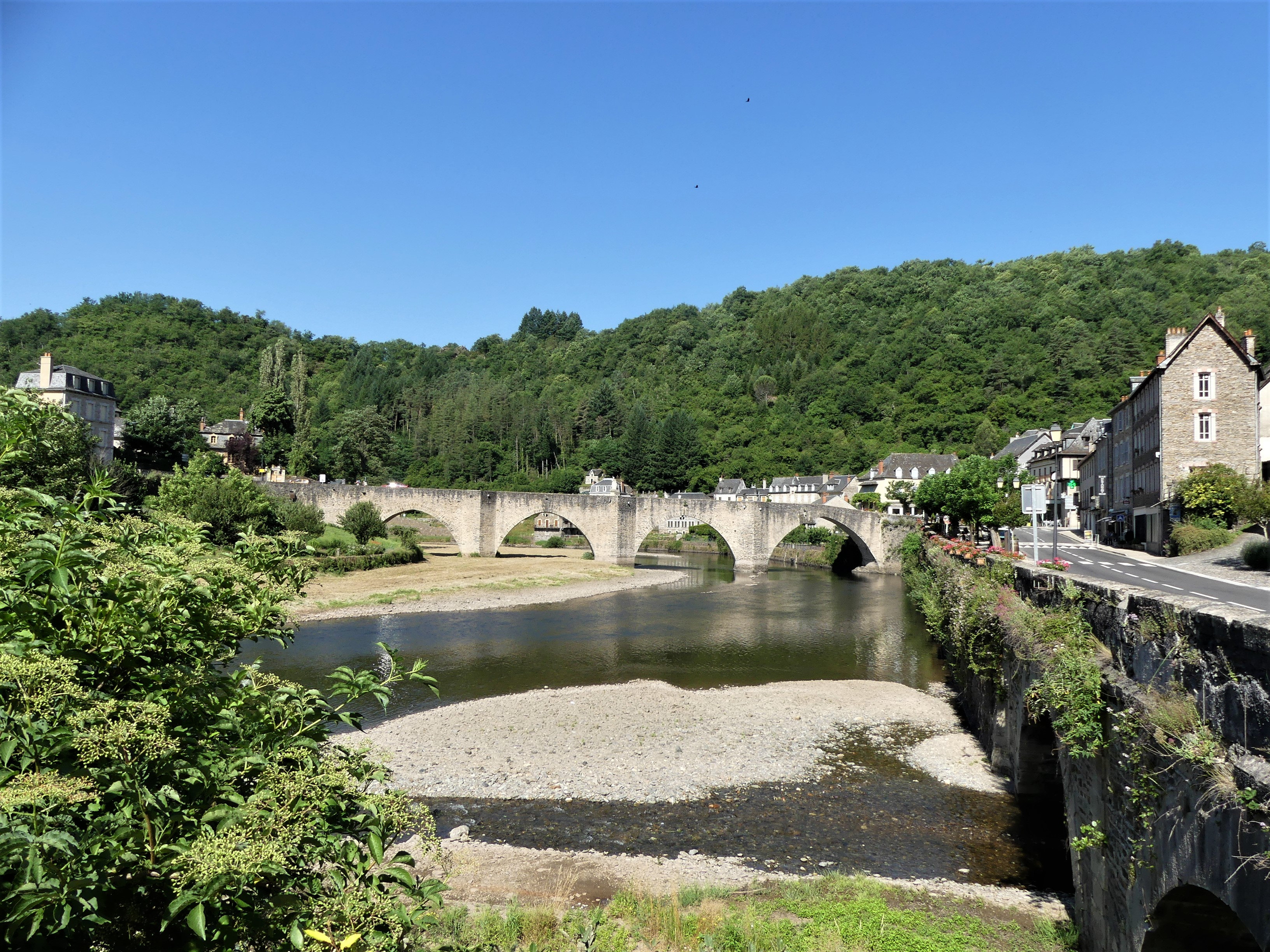
Vue prise depuis l'amont.
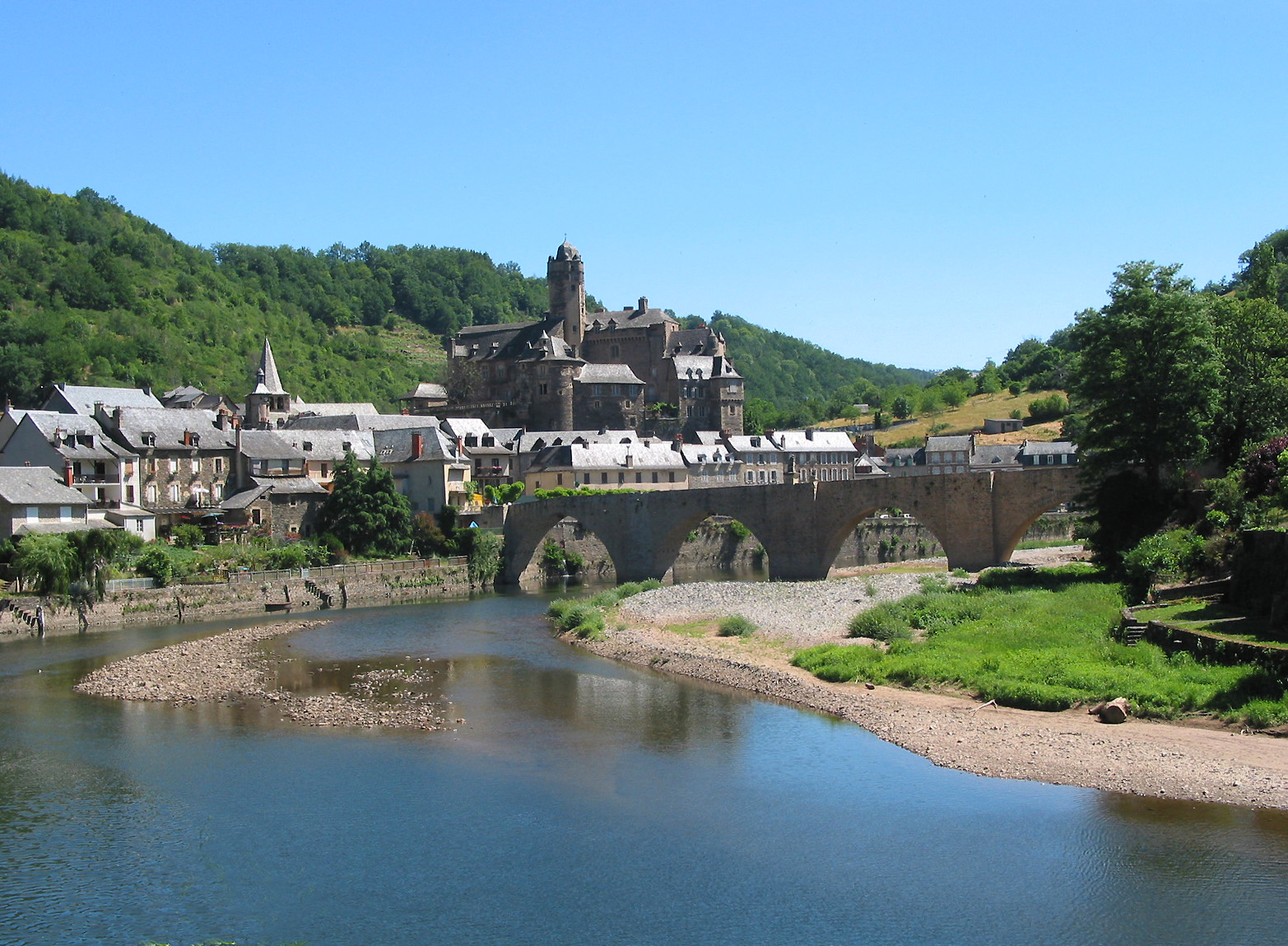
Vu prise depuis l'aval avec le château d'Estaing.
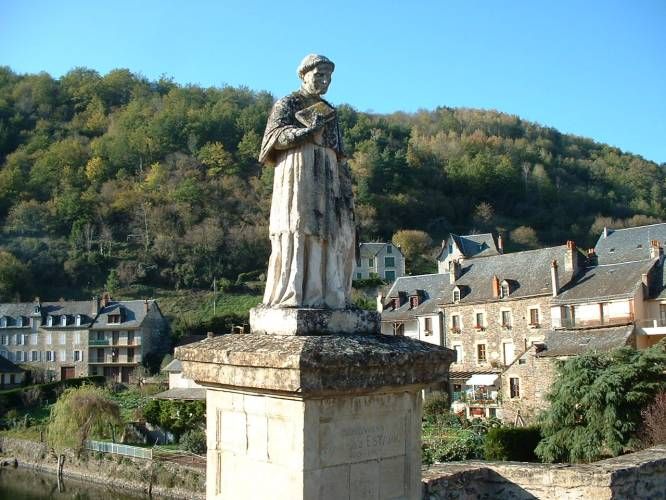
La statue de François d'Estaing.
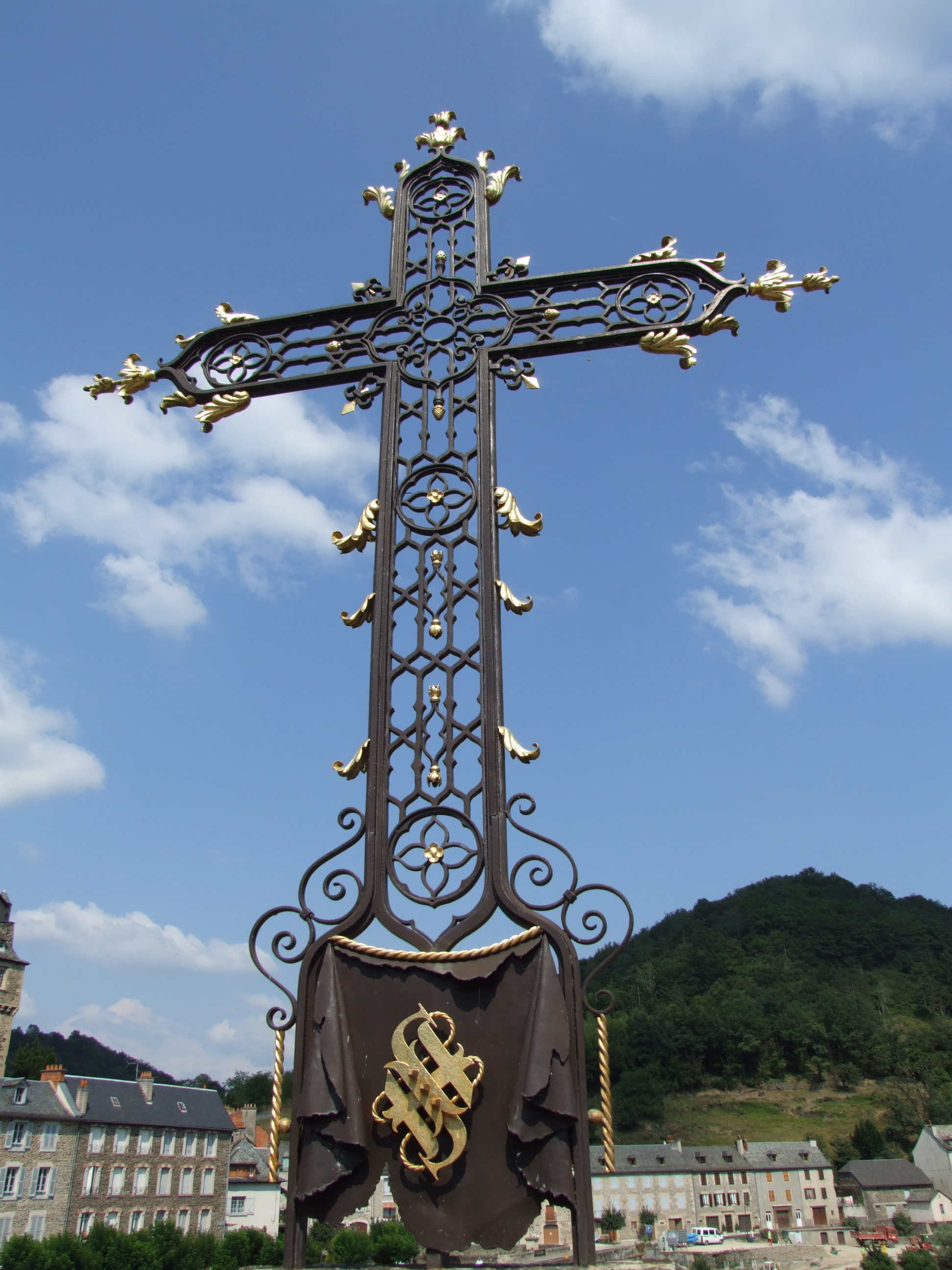
La croix du pont.
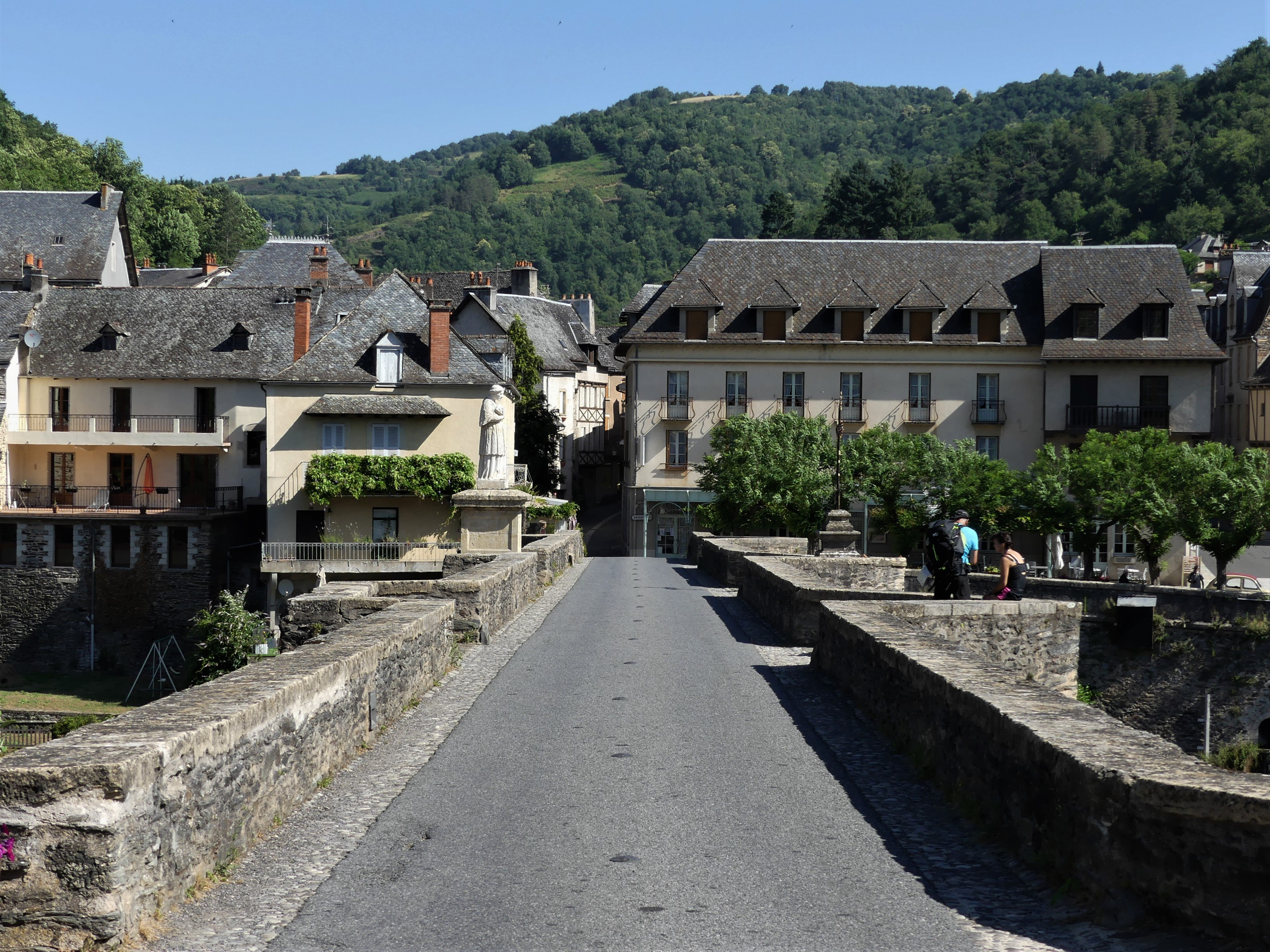
La chaussée.
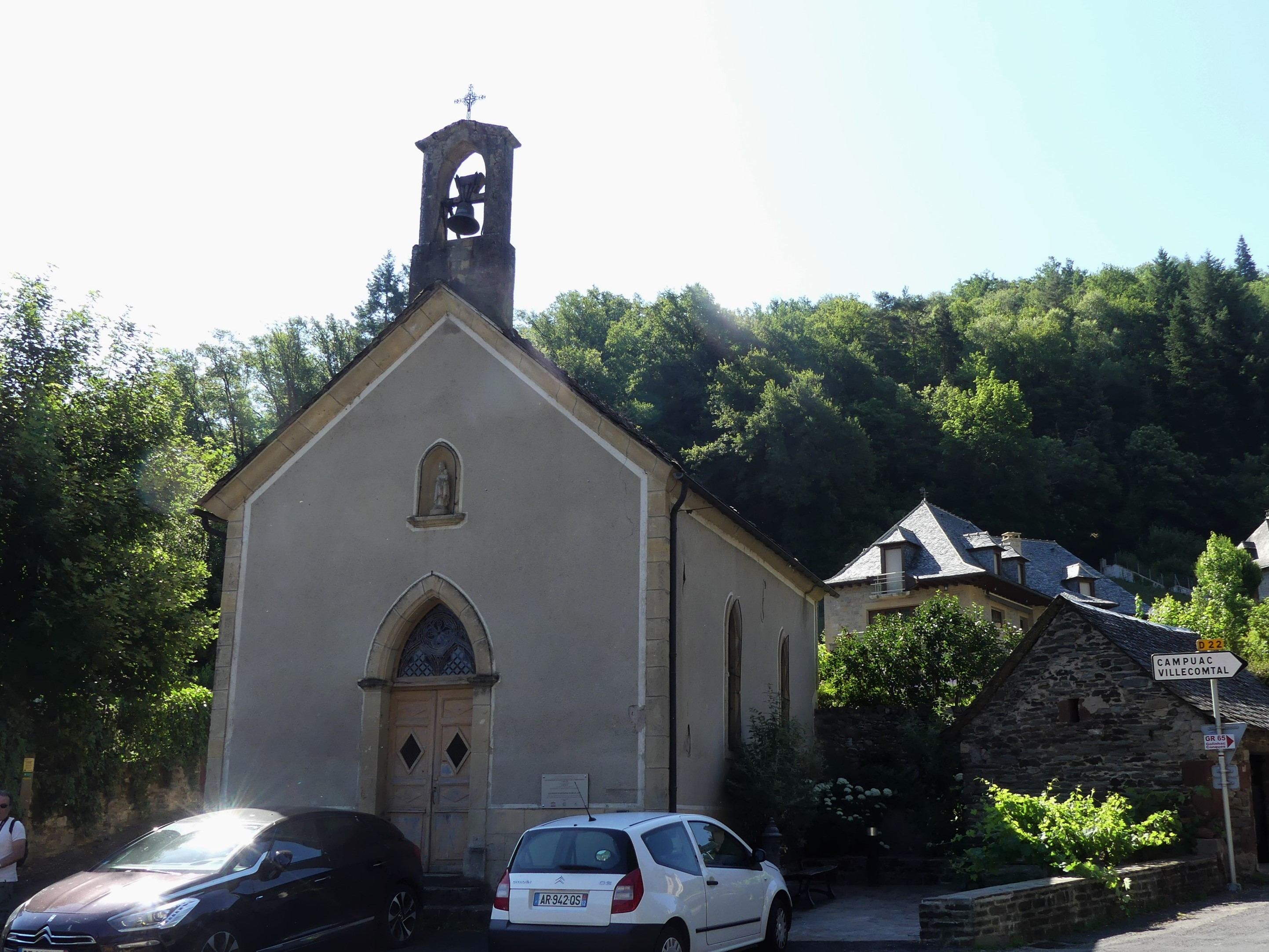
La chapelle du Pont[2].